# يورغن بيساني
يورغن بيساني (بالإنجليزية: Jurgen Pisani)‏ هو لاعب كرة قدم مالطي في مركز الدفاع، ولد في 3 سبتمبر 1992 في مالطا. لعب مع نادي فلوريانا.

## وصلات خارجية
- يورغن بيساني على موقع الاتحاد الأوربي (الإنجليزية)
- يورغن بيساني على موقع قاعدة بيانات كرة القدم.إي يو (الإنجليزية)
- يورغن بيساني على موقع ناشيونال فوتبول تيمز (الإنجليزية)
- يورغن بيساني على موقع Soccerway.com (الإنجليزية)
- يورغن بيساني على موقع عالم كرة القدم.نت (الإنجليزية)